# توم شامبيون
توم شامبيون (بالإنجليزية: Tom Champion)‏ هو لاعب كرة قدم بريطاني، ولد في 15 مايو 1986 في لندن في المملكة المتحدة. لعب مع كامبريدج يونايتد ونادي بارنت ونادي ويلدستون لكرة القدم.

## وصلات خارجية
- توم شامبيون على موقع قاعدة بيانات كرة القدم.إي يو (الإنجليزية)
- توم شامبيون على موقع Soccerbase.com (لاعب) (الإنجليزية)
- توم شامبيون على موقع Soccerway.com (الإنجليزية)